# Трутовик Гартига
Трутовик Гартига (лат. Phellinus hartigii) растёт на хвойных породах, особенно на пихте, реже — на ели, сосне и тисе. Очень близок к развивающемуся на дубе P. robustus, отличаясь от него главным образом субстратом и наличием прослоек стерильной ткани между слоями трубочек.